# Джон Денвер
Джон Де́нвер (англ. John Denver, настоящее имя Генри Джон Дойчендорф-младший, англ. Henry John Deutschendorf Jr., 31 декабря 1943, Розуэлл, Нью-Мексико — 12 октября 1997, Монтерей, Калифорния) — американский бард и самый коммерчески успешный сольный исполнитель в истории фолк-музыки. За свою карьеру он записал более 300 песен, большинство из которых сам же и написал.
В конце 1960-х годов Денвер выступал в составе трио Чэда Митчелла, однако с 1969 года посвятил себя сольной карьере. Его песни отличали чувство родства с природой и внимание к экологическим проблемам. Вышедший в 1974 году альбом величайших хитов десять раз становился платиновым, а написанная для жены песня «Annie’s Song» дошла до первого места в Billboard Hot 100.
После триумфа середины 1970-х годов Денвер стал записываться гораздо реже. Он изредка играл в кино, служил в качестве поэта-лауреата штата Колорадо, но большую часть времени посвящал борьбе за экологию. После Чернобыльской катастрофы выступал в Киеве, написал песню про Пискарёвское кладбище: «Let Us Begin (What Are We Making Weapons For?)», которую записал совместно с А. Градским. Погиб в 1997 году при авиакатастрофе находившегося под его управлением самолёта.

## Биография

### Ранние годы
Генри Джон Дойчендорф родился в Розуэлле. Его мать — Эрма Луиза Своуп, отец — Генри Джон Дойчендорф, офицер ВВС США. Работа отца вынуждала семью переезжать с места на место, поэтому у Денвера возникали проблемы с друзьями и сверстниками. Возможно, поэтому он не мог найти себе место в жизни. Его бабушка по материнской линии привила в нём любовь к музыке. В своей автобиографии, Take Me Home, Денвер описывает жизнь самого старшего сына в семье — себя, о строгом отце, который не мог подарить достаточно любви своим детям.
В 11 лет Денвер получает гитару от своей бабушки и учится на ней играть, что получалось очень даже неплохо. Он выступает в клубах время от времени, пока пребывает в колледже, тогда и принимает фамилию «Денвер» в честь столицы своего любимого штата — Колорадо. Он решает поменять имя по совету Рэнди Спаркса, основоположника «The New Christy Minstrels». Рэнди считал его фамилию «Дойчендорф» не очень удобной для сцены. Денвер обучался в Техасском техническом университете в Лаббоке и пел в группе «The Alpine Trio», в то же время посещая архитектурные занятия. Так же он был членом студенческой организации Delta tau Delta, однако в 1963 бросил университет и отправился в Лос-Анджелес, где выступал в фолк-клубах. В 1965 Джон присоединяется к фольклорному ансамблю «Chad Mitchell Trio» который был переименован в «Mitchell Trio» до ухода Чада Митчелла, а затем, с приходом в ансамбль Денвера переименован в «Denver, Boise, and Johnson» (Джон Денвер, Дэвид Бойс, и Майкл Джонсон).

Джон Денвер оставляет свою команду в 1969 году для того, чтобы начать сольную карьеру, а затем и создает свой первый альбом RCA Records: Rhymes & Reasons. Он самостоятельно записал демо некоторых своих песен, с которыми выступал на концертах. Этот альбом включал в себя песню «Babe I Hate to Go», позже переименованную в «Leaving on A Jet Plane». Джон переписал несколько копий своего альбома и раздал их в качестве подарка. Милт Оукон (англ. Milt Okun) — продюсер группы «Mitchell Trio», а также другой известной фолк-группы «Peter, Paul and Mary» начал работать и с Денвером. 

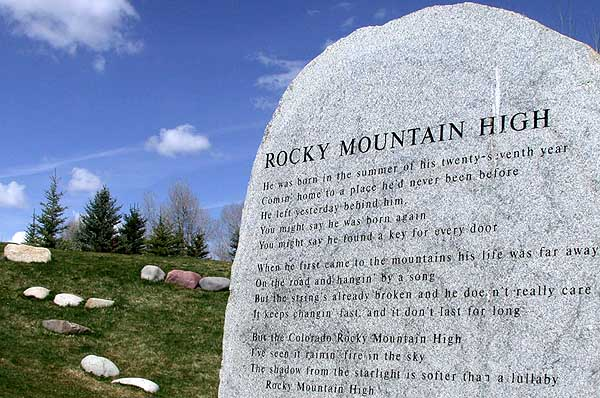
Слова песни «Rocky Mountain High» выгравированы на памятном знаке в честь Денвера в штате Колорадо

Джоном Денвером создаются ещё два альбома в 1970 году: Take Me to Tomorrow и Whose Garden Was This, которые включали в себя песни, записанные Джоном Денвером, а также кавер-версии песен других исполнителей.
В 1971 году купил дом в Аспене (Колорадо), где жил до самой смерти.
В дальнейшем Денвер снизил творческую активность, всё больше уделяя внимание гуманитарным проектам (прежде всего, экологическим). Всего за свою карьеру выпустил 25 дисков.

### Смерть
Денвер погиб 12 октября 1997 года, когда его самолет Rutan Long-EZ разбился в заливе Монтерей, недалеко от Пасифик-Гроув, штат Калифорния. Он был единственным пассажиром самолета. Идентифицировать Денвера смогли только по отпечаткам пальцев.
Расследование, проведенное Национальным советом по безопасности на транспорте после аварии, показало, что основной причиной крушения самолета стал недостаток топлива.
Останки Денвера были кремированы, а прах развеян над Скалистыми горами.
23 сентября 2007 года возле места крушения была установлена мемориальная доска в память о певце.

## Премии и награды
Лауреат ряда престижных премий: Эмми (1975 год) American Music Awards (в 1975 и дважды в 1976 г.г.), Country Music Association Awards (дважды в 1975 году), Грэмми (1997 и 1998 г.г.) и др. Избран в Зал славы авторов песен в 1996 году.